# USS Arizona (BB 39)
A USS Arizona az Amerikai Egyesült Államok Haditengerészetének Pennsylvania osztályú szuper-dreadnought csatahajója volt. Elnevezését Arizona államról kapta, amely 1912. február 14-én csatlakozott az Amerikai Egyesült Államokhoz 48. tagállamként, és ennek tiszteletére nevezték el az 1913-ban megrendelt csatahajót.
Az Arizona megépítésére a kongresszus adott engedélyt 1913. március 4-én. A hajó gerincét 1914. március 16-án fektették le a brooklyni hajógyárban.
Az Arizona 1941. december 7-én a csendes-óceáni amerikai flotta bázisán, Pearl Harborban süllyedt el, amikor a japánok váratlanul megtámadták a kikötőt. A roncs fölé később emlékművet építettek.

## Az első világháború alatt
A USS Arizona megépítésére a Kongresszus adott engedélyt 1913. március 4-én. A hajó gerincét 1914. március 16-án fektették le a brooklyni hajógyárban. 1915. június 19-én bocsátották vízre, és további egy év kellett, hogy felszereljék, majd 1916. október 17-én, John D. McDonald kapitány parancsnoksága alatt szolgálatba helyezték.
A USS Arizona a felszerelése után egy hónappal, 1916. november 16-án elhagyta New Yorkot; próbaútra ment a Virginia Capes, Newport (Rhode Island) és a Guantánamói-öböl felé. December 16-án északra, Norfolkba hajózott, hogy ott teszteljék a hajó tüzérségét és torpedók elleni védelmét. 1916 karácsonya előtt a hajó hibajavításra és átvizsgálásra visszatért a dokkba. A javításokkal 1917. április 3-án készültek el.
A USS Arizona csatahajót 1929 és 1931 között teljeskörűen modernizálták és átépítették. Új, nagyobb méretű felépítményeket, addigi könnyű, rácsszerkezetes árbocai helyett nehéz, háromlábú árbócokat kapott, hajtóművét korszerűbbre cserélték, páncélzatát megerősítették. A vízvonalon torpedóvédő oldalkamrákkal látták el. 356 mm-es lövegtornyai csőemelkedését 30°-re növelték, fokozva az ágyúk lőtávolságát, másodlagos fegyverzetét egy szinttel feljebbre helyezték, légvédelmi tüzérségét megerősítették.

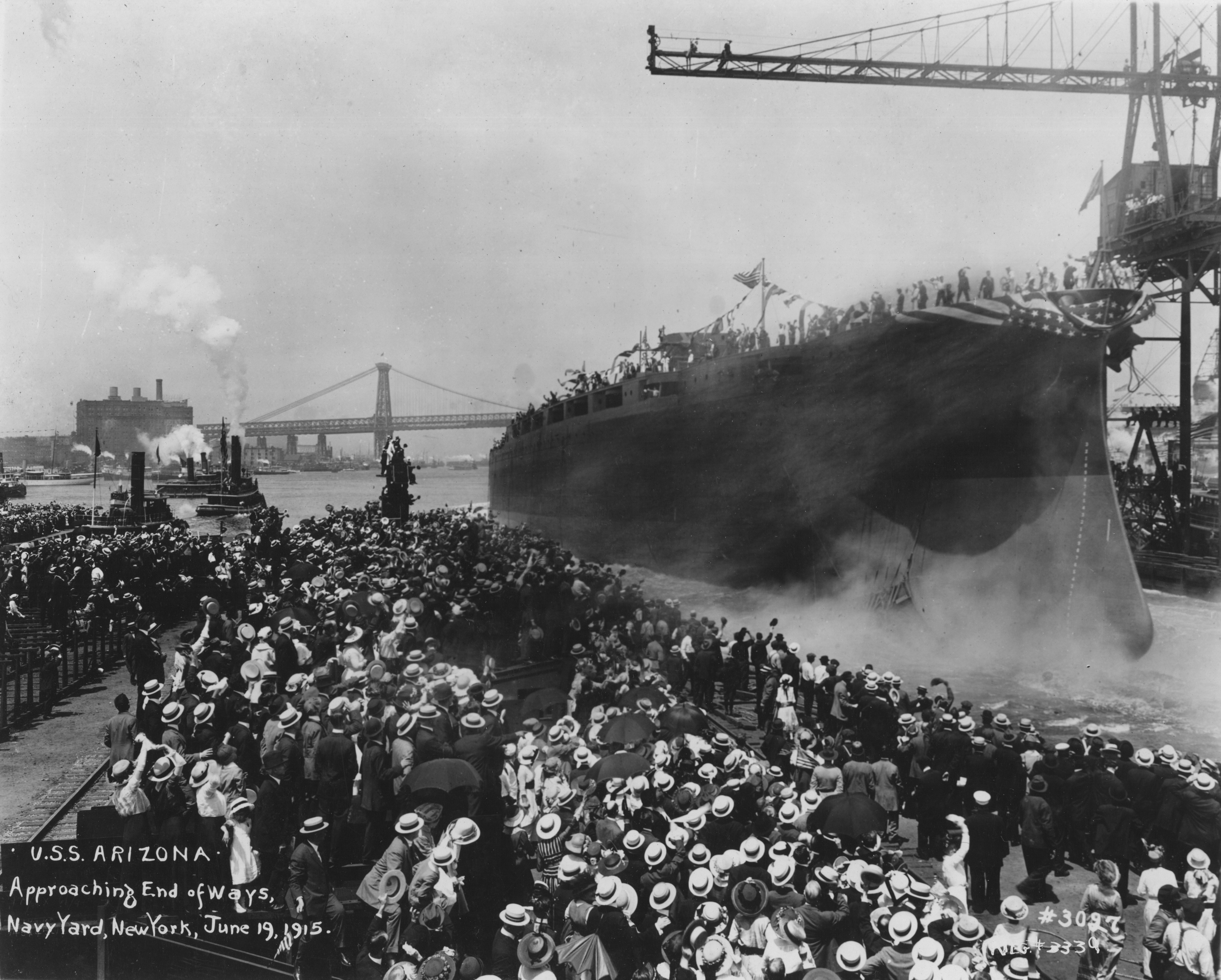
A USS Arizona (BB-39) csatahajó vízre bocsátása során, 1915-ben.
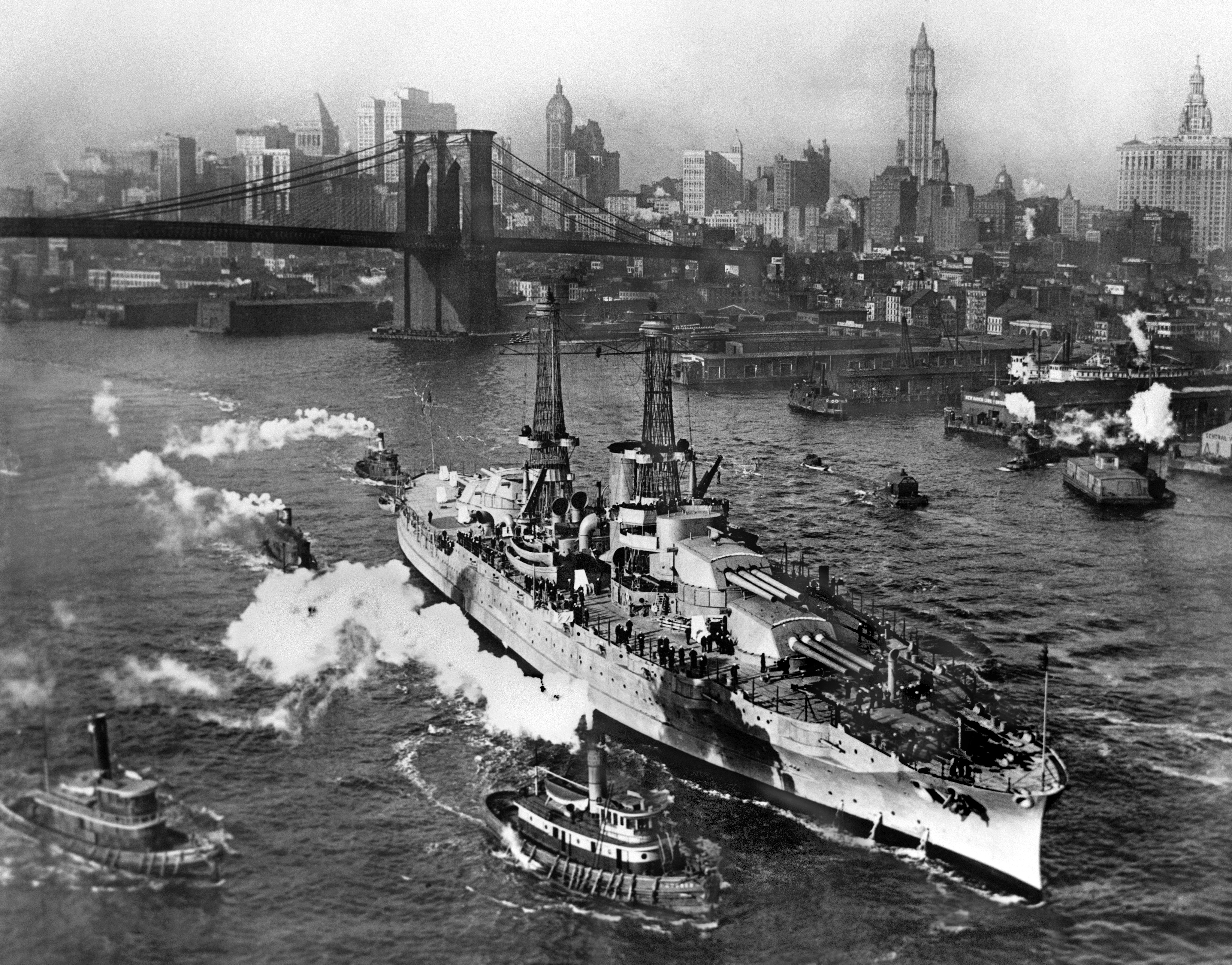
A USS Arizona (BB-39) csatahajó 1916-ban, az  East Riveren.
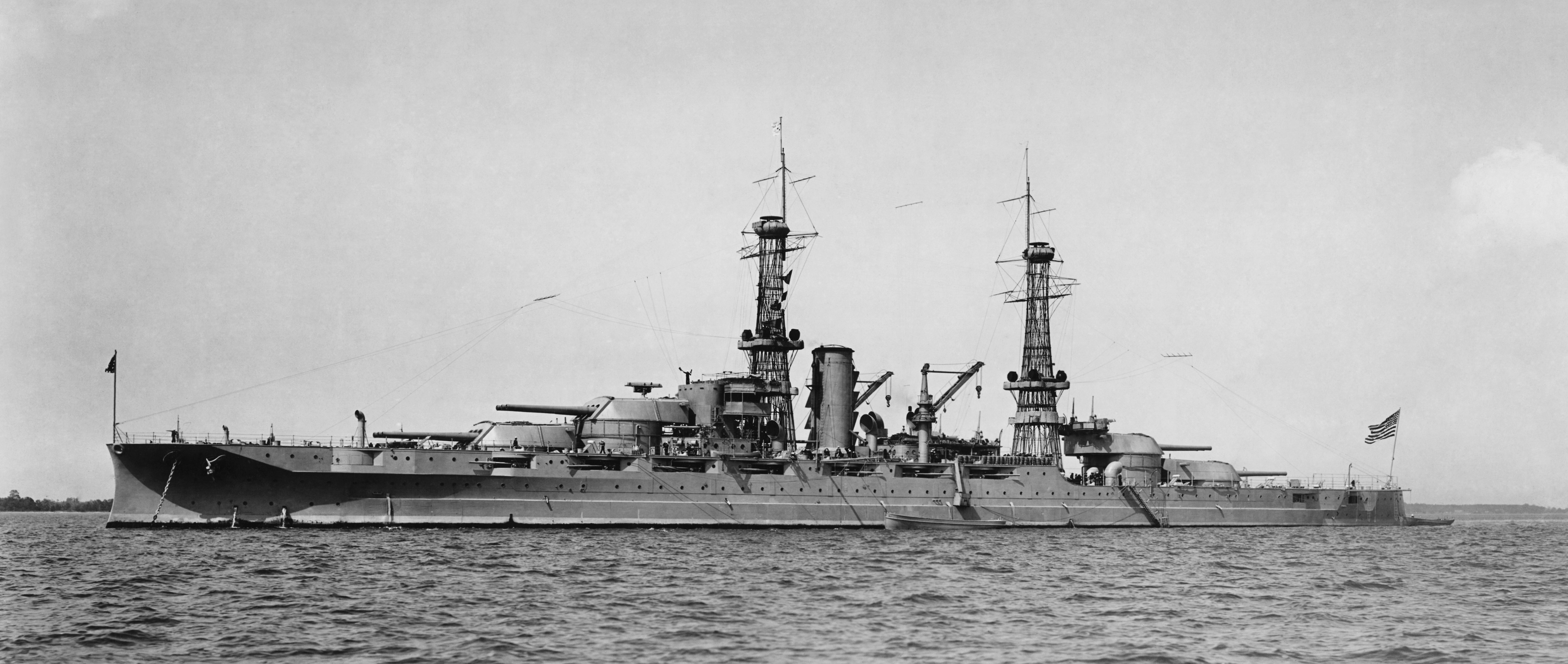
A Pennsylvania osztályú USS Arizona (BB39) amerikai csatahajó 1917 táján, rácsos árbocokkal.
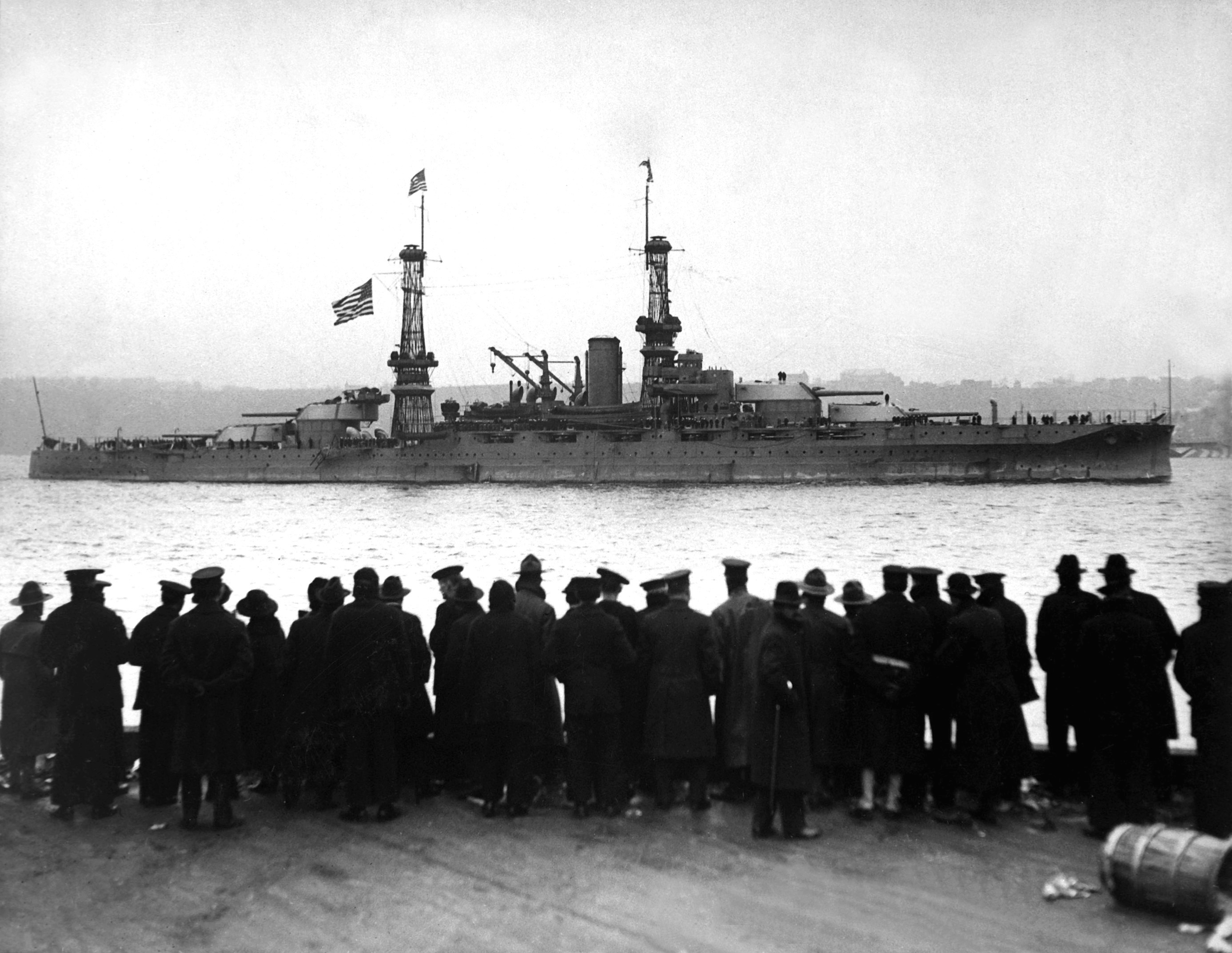
A USS Arizona (BB-39) csatahajó 1918-ban.
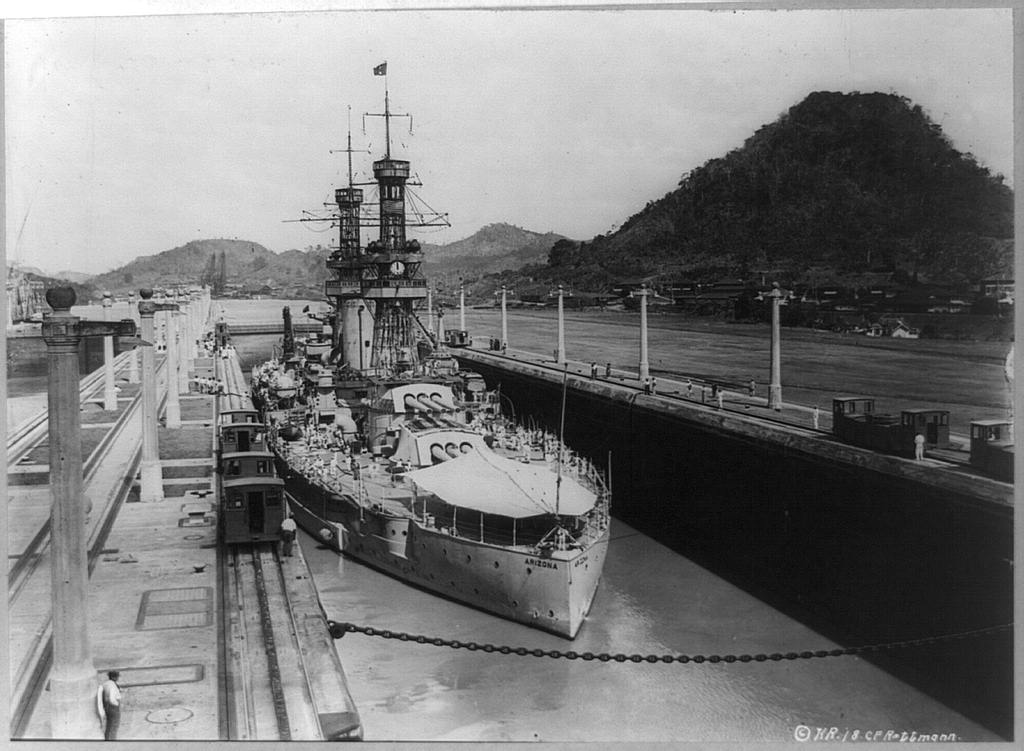
A USS Arizona (BB-39) csatahajó átkelés közben a Panama-csatorna zsilipjein.
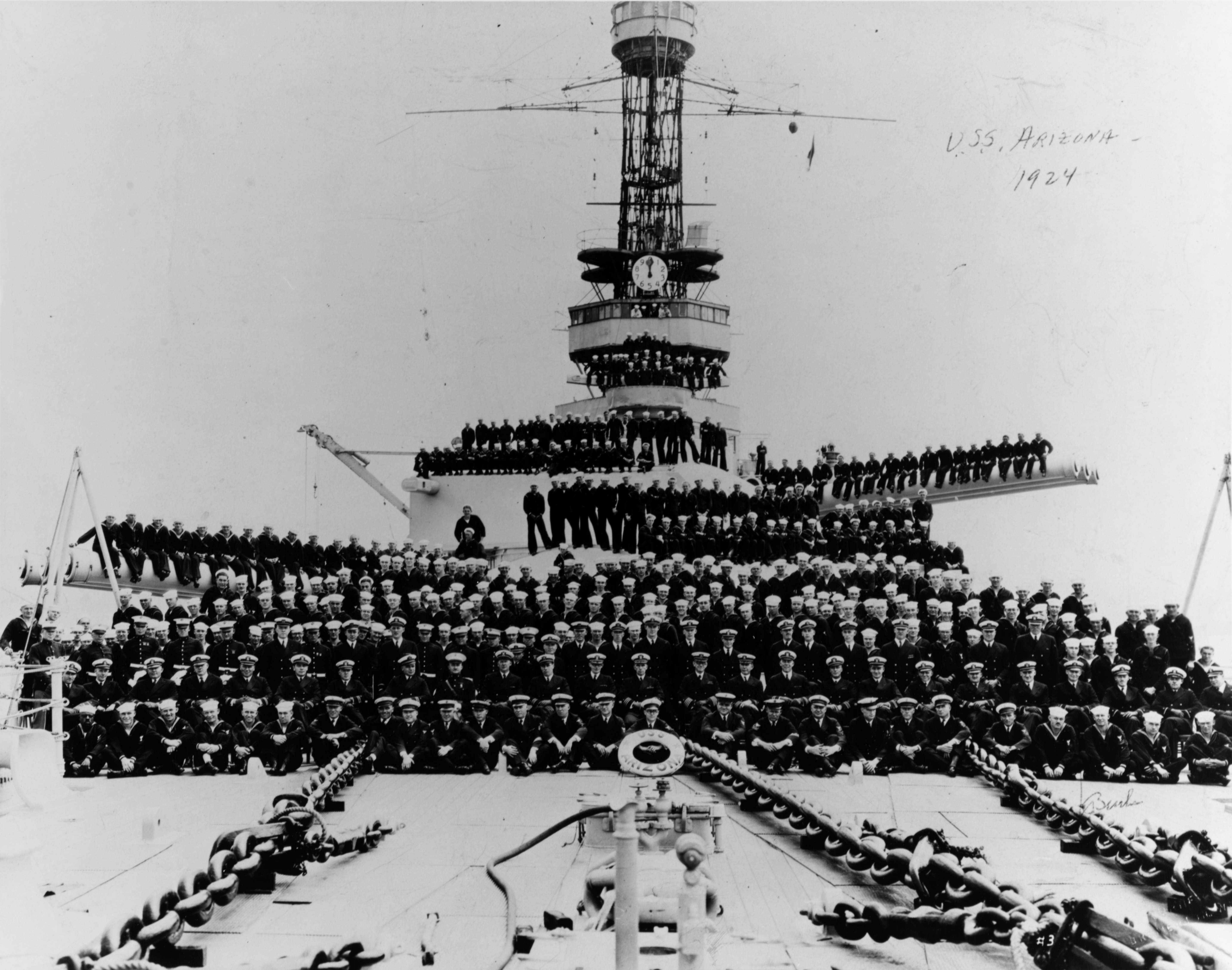
A USS Arizona (BB-39) csatahajó legénysége 1924-ben. A képen jól érzékelhető a háromágyús, 356 mm-es lövegtornyok óriási mérete.

## A második világháború alatt

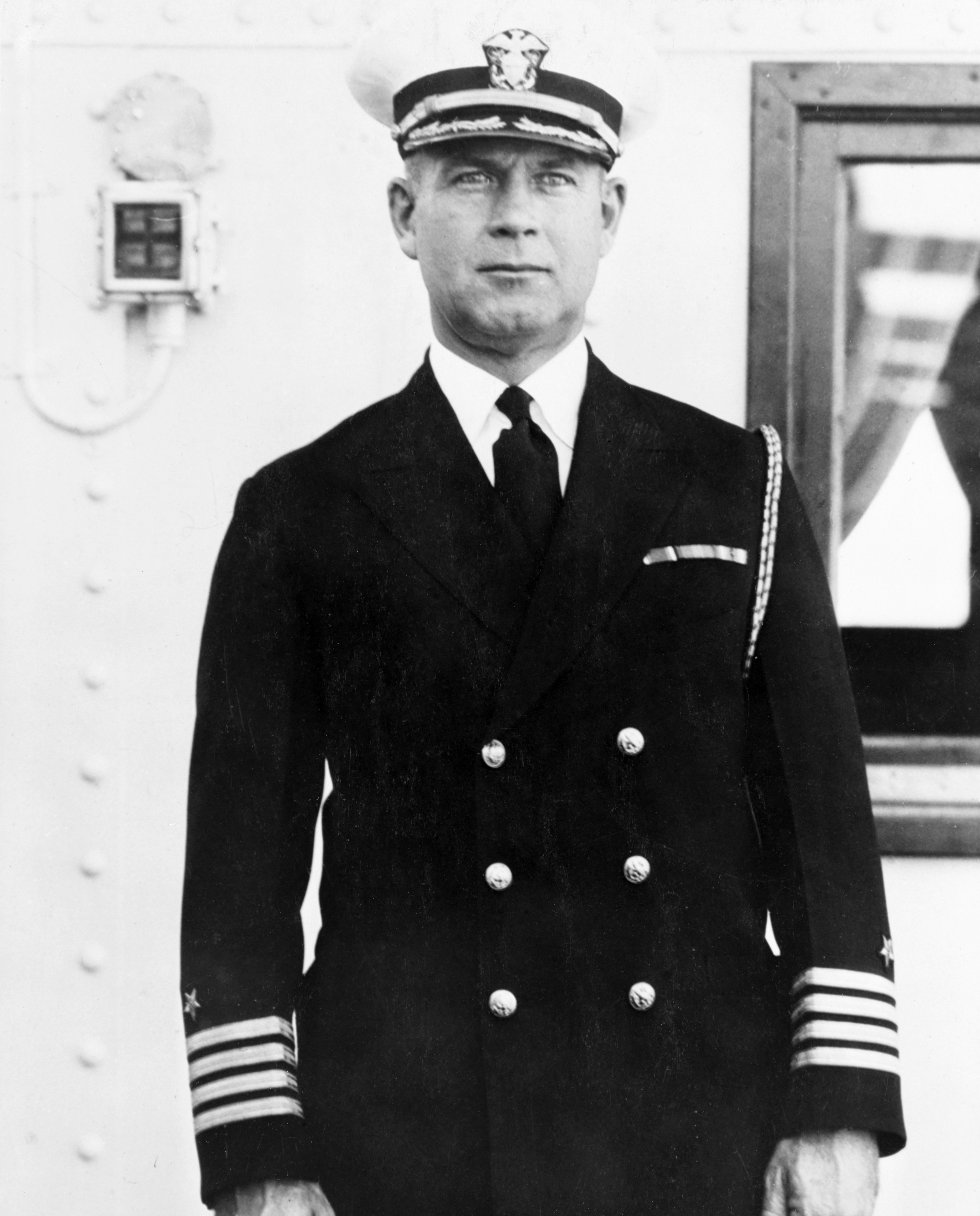
Isaac C. Kidd ellentengernagy, a Pearl Harbort ért támadás során, mint az Első Csatahajóraj parancsnoka zászlóshajója, a USS Arizona fedélzetén lelt hősi halált.

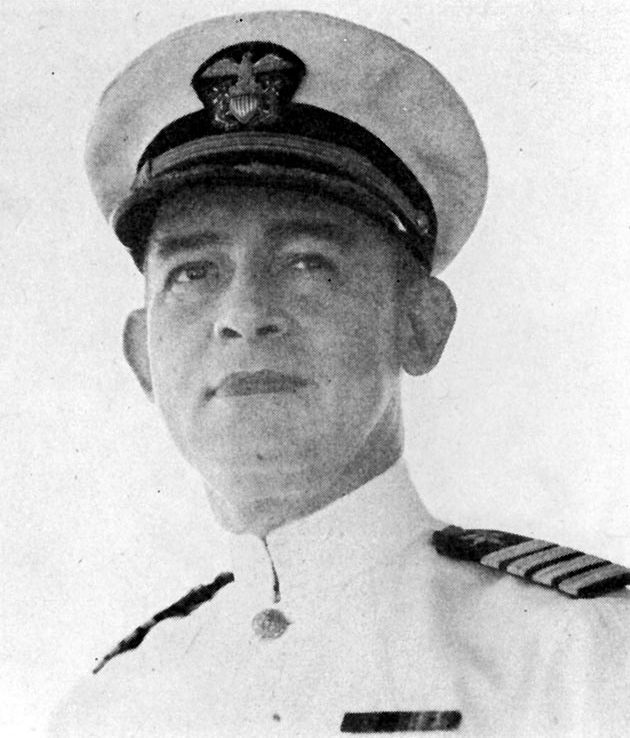
Franklin Van Valkenburgh sorhajókapitány, az USS Arizona utolsó kapitánya.

A USS Arizona csatahajó a második világháború alatt 1940. áprilisától Pearl Harborban állomásozott, mint a rajta kívül az USS Nevada (BB-36) és a USS Oklahoma (BB-37) csatahajókból álló Első Csatahajóraj (Battleship Division One) zászlóshajója. 1941. december 7-én Japán hadüzenet nélkül megtámadta a kikötőt, melyben nyolc csatahajó, valamint számos cirkáló, romboló és tengeralattjáró tartózkodott. A USS Arizonát a támadás első hullámában több bombatalálat érte. 10 db Nakadzsima B5N2 repülőgép három telitalálatot és négy közeli becsapódást ért el 797 kg tömegű páncéltörő bombákkal. Ezek azonban nem okoztak igazán komoly sérüléseket.
8:06-kor egy másik B5N2 típusú repülőgép bombája csapódott be a 2-es lövegtorony közelében. A feltételezések szerint a 3000 méter magasból kioldott 797 kg tömegű páncéltörő bomba átütötte a páncélfedélzetet, majd késleltetett detonációja felrobbantotta az elülső fekete lőpor raktárát. A fekete lőport díszlövésekhez és a csatahajó repülőgépei katapultberendezése indítótölteteként használták. A lángoló fekete lőpor 7 másodperces késéssel felrobbantotta az elülső füstmentes lőporraktárt, melyben a csatahajó 356 mm-es fő lövegei 680 kg tömegű páncéltörő és 510 kg tömegű repeszromboló lövedékeinek selyemzsákokba varrt lőportölteteit tárolták. Feltételezhető, hogy a fekete lőpor páncélozott raktárának tűzbiztos ajtaja a szigorú előírások ellenére nyitva lehetett a támadás során, sőt talán a szabályzatot súlyosan megszegve fekete lőport tárolhattak a raktáron kívül is. A robbanás katasztrofális következményekkel járt, a hajótest első része megsemmisült, megpecsételve több mint 1000 tengerész sorsát. Cassin Young parancsnokot, a USS Arizona mellett horgonyzó USS Vestal (AR-4) műhelyhajó kapitányát a robbanás ereje leröpítette a fedélzetről, és csak nagy nehezen tudott visszaúszni hajójához. Isaac C. Kidd ellentengernagy, az Első Csatahajóraj parancsnoka és Franklin Van Valkenburg sorhajókapitány, a USS Arizona kapitánya az 1177 áldozattal együtt lelte halálát. A támadást követő 9. percben a USS Arizona elsüllyedt. Lövegtornyait később leszerelték és partvédő tüzérségként használták a II. világháború során.

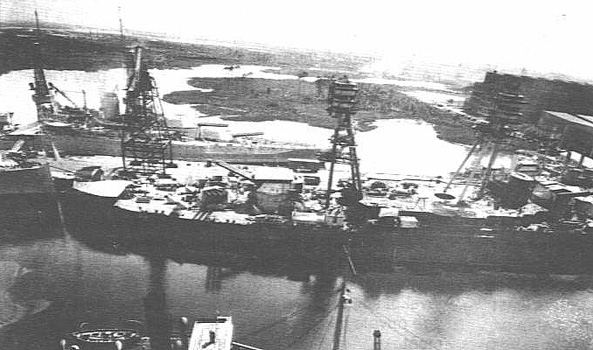
A USS Arizona (BB-39) csatahajó átépítése és modernizációja során a norfolki hajógyárban, 1930. júniusában. A régi felépítményeket és a rácsszerkezetes árbocokatmár eltávolították, az új, nehezebb háromlábú árbocok pedig beépítésre kerültek.
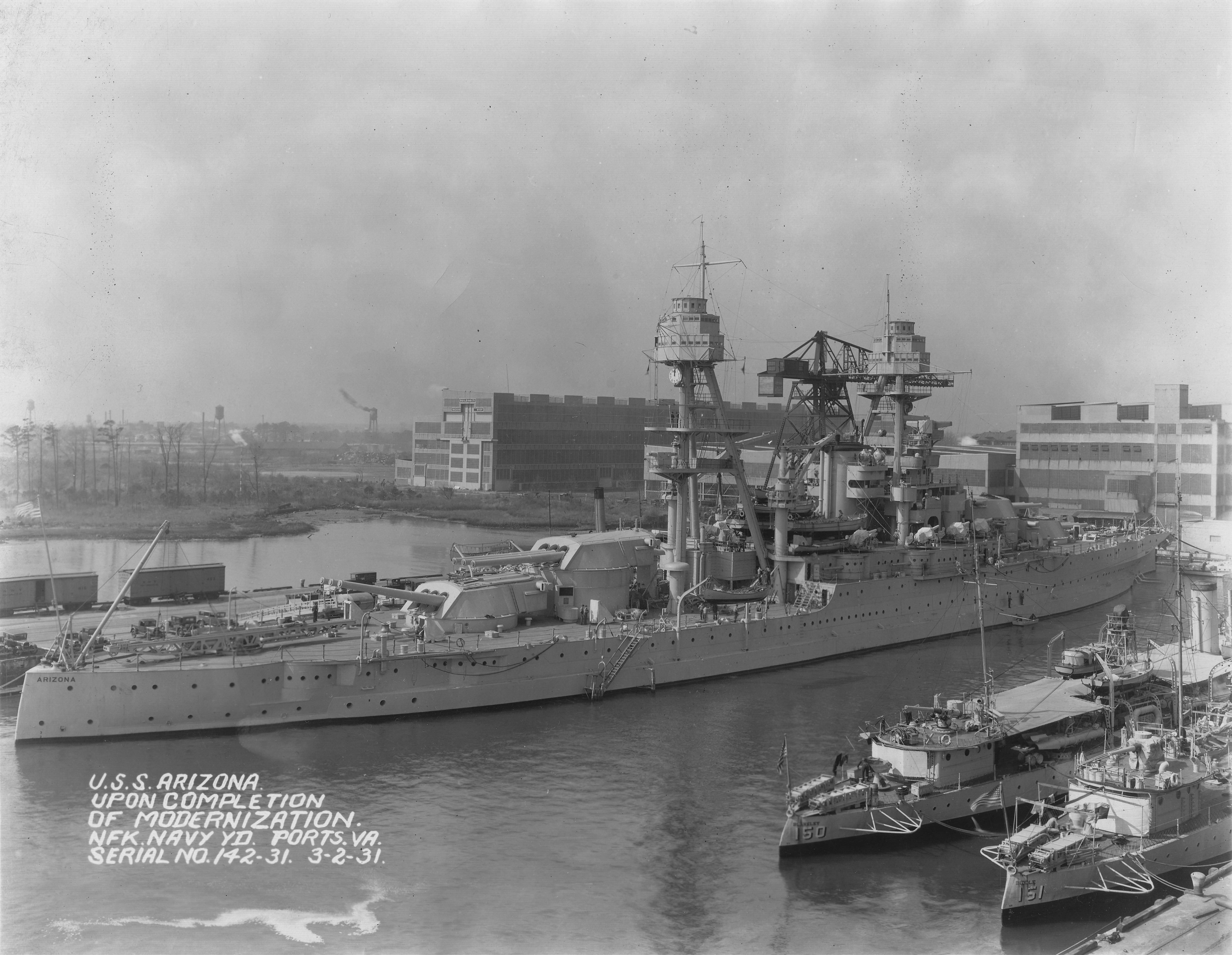
A USS Arizona (BB-39) csatahajó átépítésének és modernizációjának befejezése után, 1931-ben.
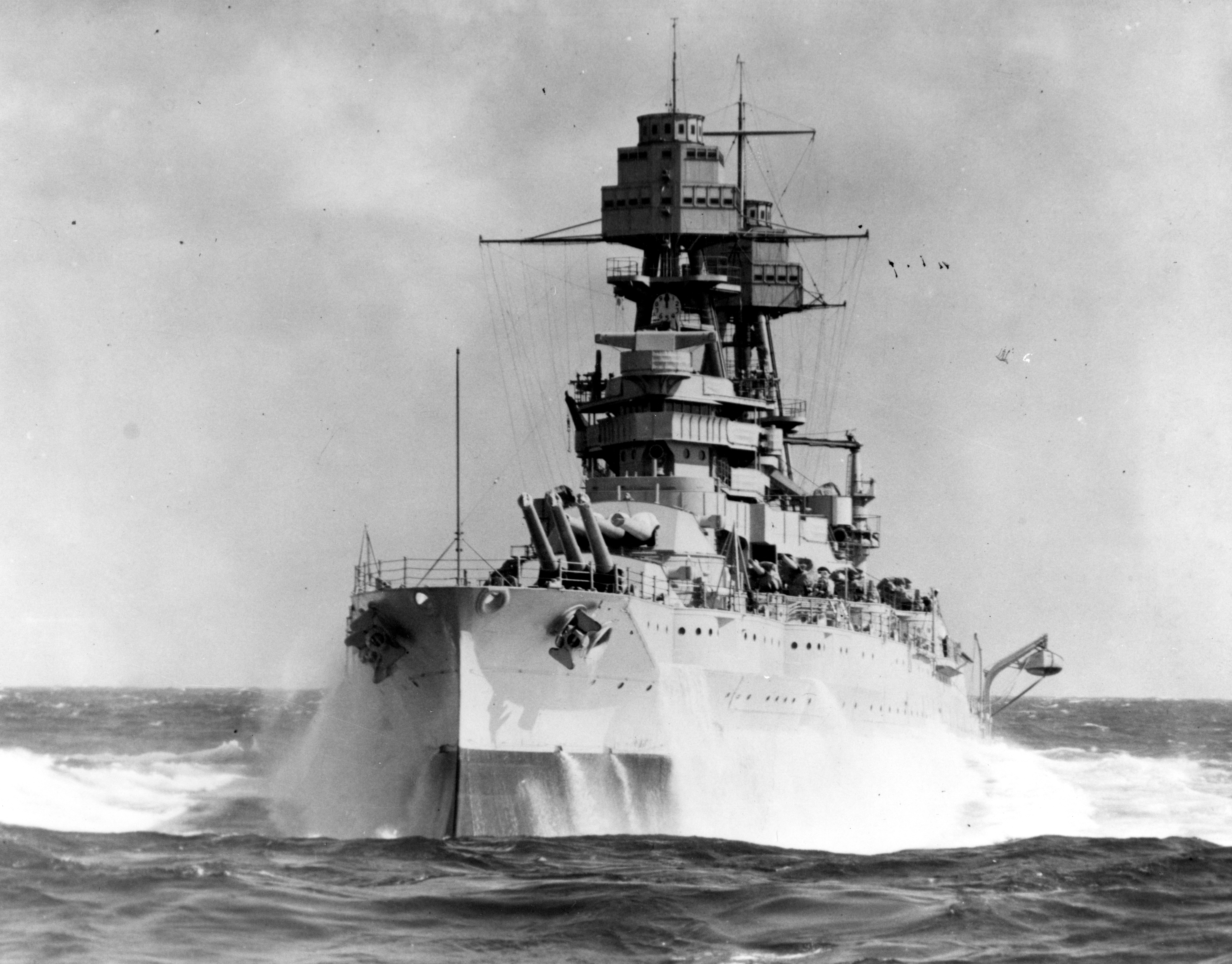
Az alaposan átépített USS Arizona (BB-39) csatahajó a viharos tengeren az 1930-as években.
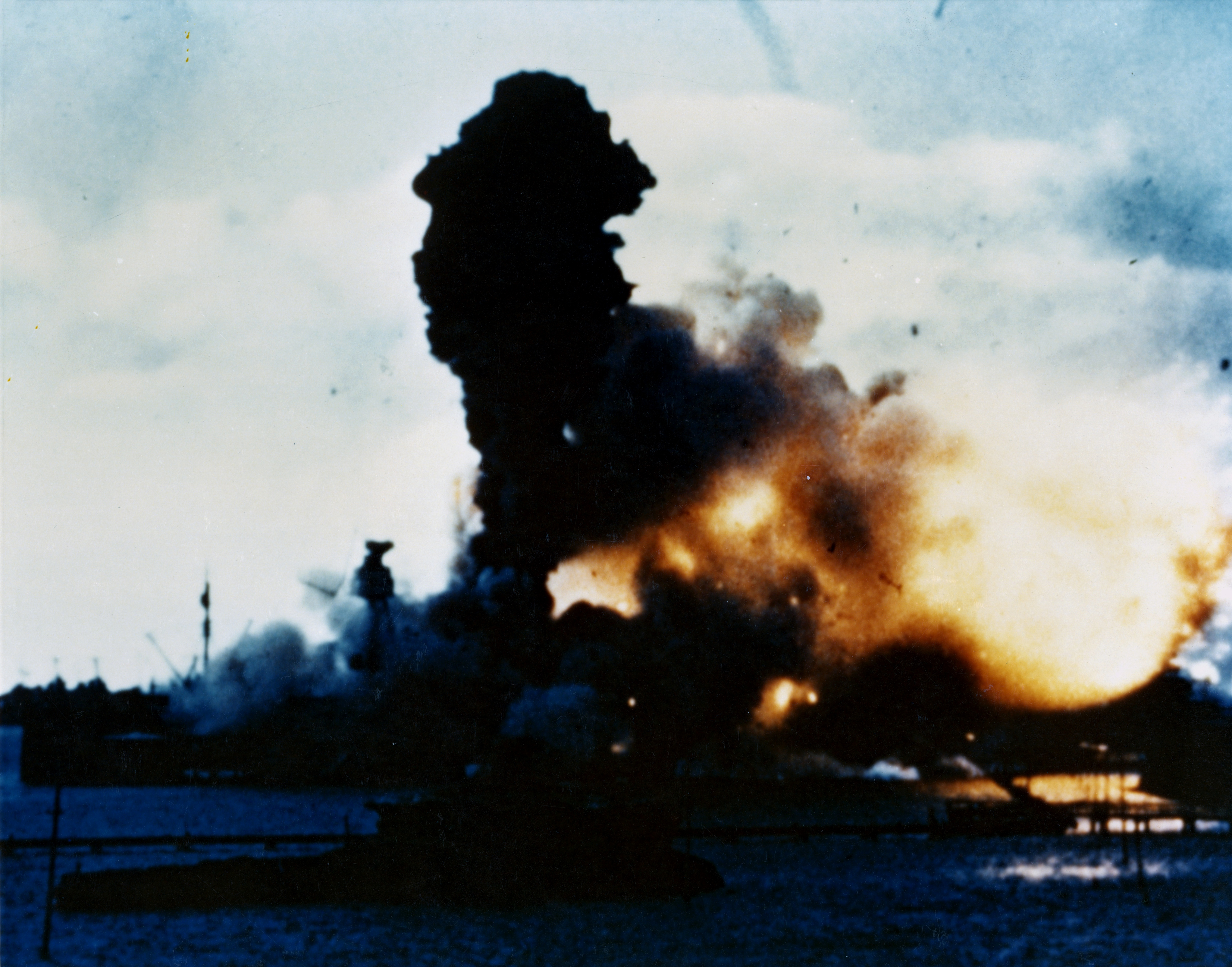
A USS Arizona (BB-39) csatahajó elülső lőszerraktárának felrobbanása a Pearl Harbor-i japán támadás során.
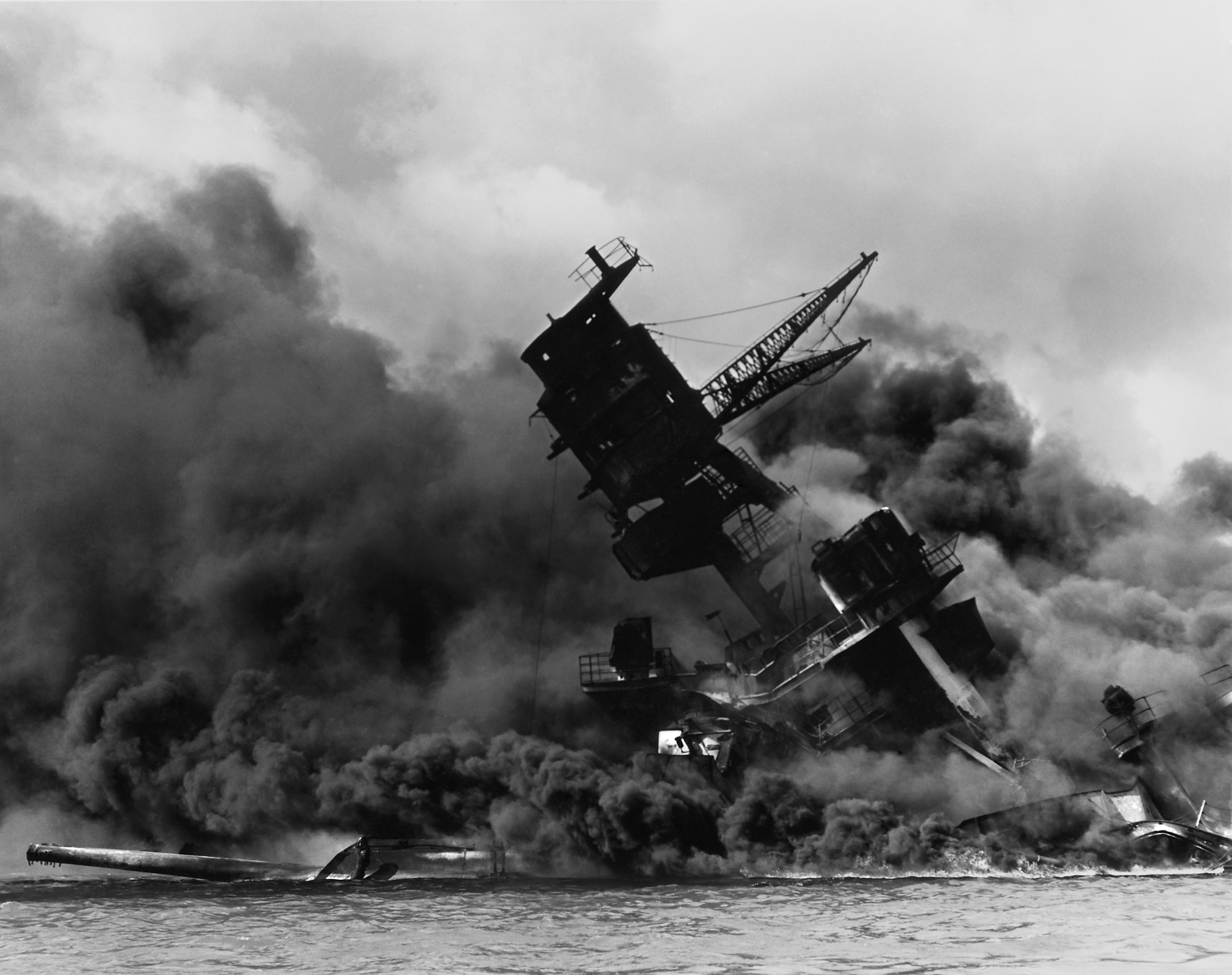
A USS Arizona (BB-39) csatahajó lángoló roncsa.
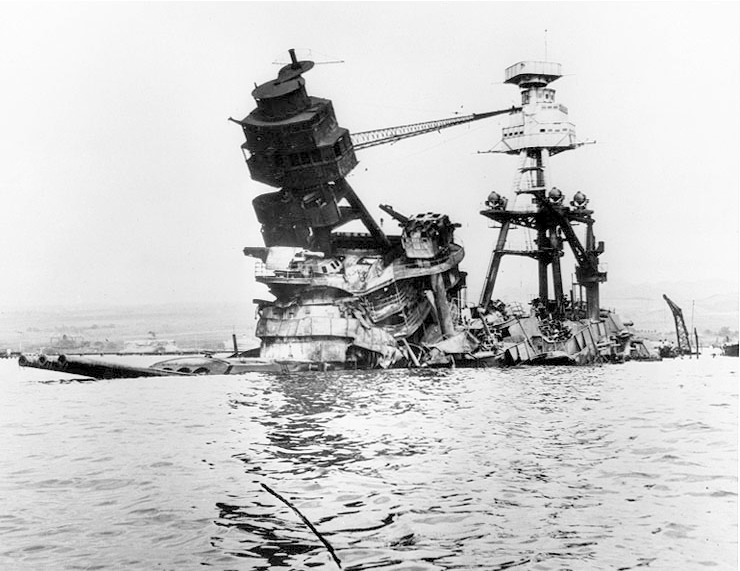
A USS Arizona (BB-39) csatahajó roncsa.

## Az Arizona Emlékmű

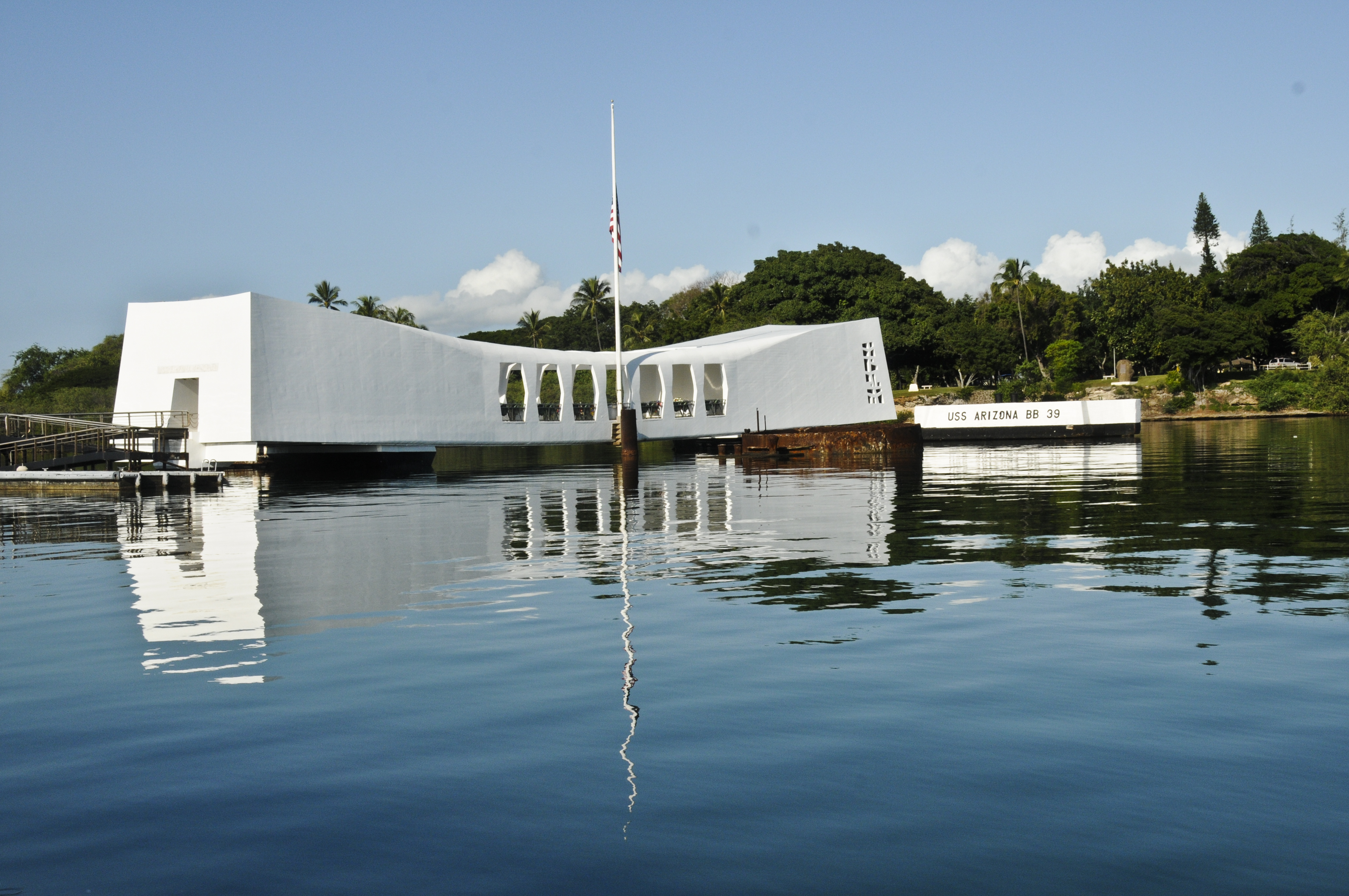
Az emlékmű

A hadihajó roncsai felett Alfred Preis tervei alapján emlékművet emeltek. Az 1950-ben kezdődött és évekig tartó gyűjtést követően, az építményt 1962-ben szentelték fel. Az emlékmű az elmúlt években a Pearl Harborban meggyilkolt áldozatok jelképévé vált.
A lépcsőn felérve a látogató a zászlós szobába jut. A terem egyik oldalán az Egyesült Államok, Hawaii, a Belügyminisztérium, a hadsereg, a haditengerészet, a tengerészgyalogság, a parti őrség és a légierő zászlói láthatók. A másik oldalon azoknak a csatahajóknak a lobogói sorakoznak, amelyek az 1941. december 7-ei támadásban pusztultak el. Az Arizona zászlója a jobb szélen látható. Az emlékmű közepénél, a nagyteremben az Arizonát mutatják be.
Az elsüllyedt hajótestből még mindig szivárog az olaj, amelyet a 3-as számú ágyútorony rozsdásodó maradványai közül rendszeres időközönként felszínre emelkedő buborékok jeleznek. Ezeket nevezik az Arizona fekete könnyeinek. A legenda szerint az olaj szivárgása csak akkor szűnik meg, amikor az Arizona utolsó túlélője is meghal. Az emlékműnek ezen a szakaszán a látogatók gyakran virágfüzéreket dobnak a vízbe.
A létesítmény harmadik traktusán található az emlékszoba, amelynek márványfalába vésve olvashatók azoknak a neve, akik az Arizona fedélzetén lelték halálukat. A falon, a zászló mögött látható szabálytalan bemetszések az Életfát ábrázolják, a zászló alatt az Arizona túlélőinek neve olvasható, akik így fejezik ki összetartozásukat elveszett társaikkal. Haláluk után földi maradványaikat az amerikai haditengerészet engedélyével búvárok helyezik el a hajón, a 2-es ágyútorony belsejében.

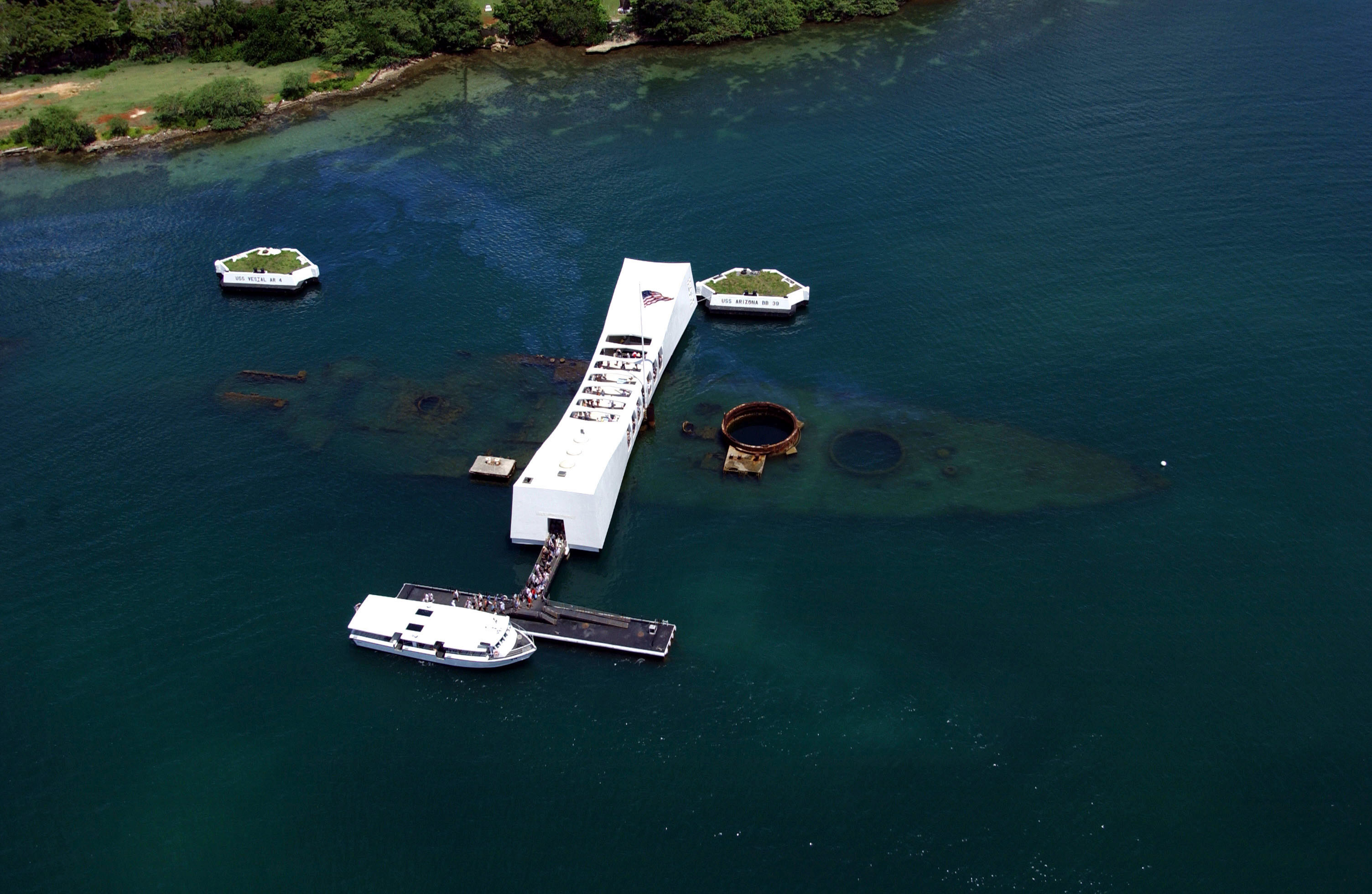
USS Arizona emlékmű 2002-ben. A képen jól látható, hogy a csatahajó roncsából még mindig szivárog az olaj.